# 0121
0121 è il prefisso telefonico del distretto di Pinerolo, appartenente al compartimento di Torino.
Il distretto comprende la parte meridionale, zona ovest, della città metropolitana di Torino. Confina con la Francia a sud-ovest e con i distretti di Susa (0122) a nord-ovest, di Torino (011) a nord-est e a est e di Saluzzo (0175) a sud.

## Aree locali e comuni
Il distretto di Pinerolo comprende 38 comuni compresi in 1 area locale, nata dall'aggregazione dei 3 preesistenti settori di Perosa Argentina, Pinerolo e Torre Pellice: Angrogna, Bibiana, Bobbio Pellice, Bricherasio, Buriasco, Campiglione-Fenile, Cantalupa, Cavour, Fenestrelle, Frossasco, Garzigliana, Inverso Pinasca, Luserna San Giovanni, Lusernetta, Macello, Massello, Osasco, Perosa Argentina, Perrero, Pinasca, Pinerolo, Piscina, Pomaretto, Porte, Prali, Pramollo, Prarostino, Roletto, Rorà, Roure, Salza di Pinerolo, San Germano Chisone, San Pietro Val Lemina, San Secondo di Pinerolo, Torre Pellice, Usseaux, Villar Pellice e Villar Perosa .